# Spadice

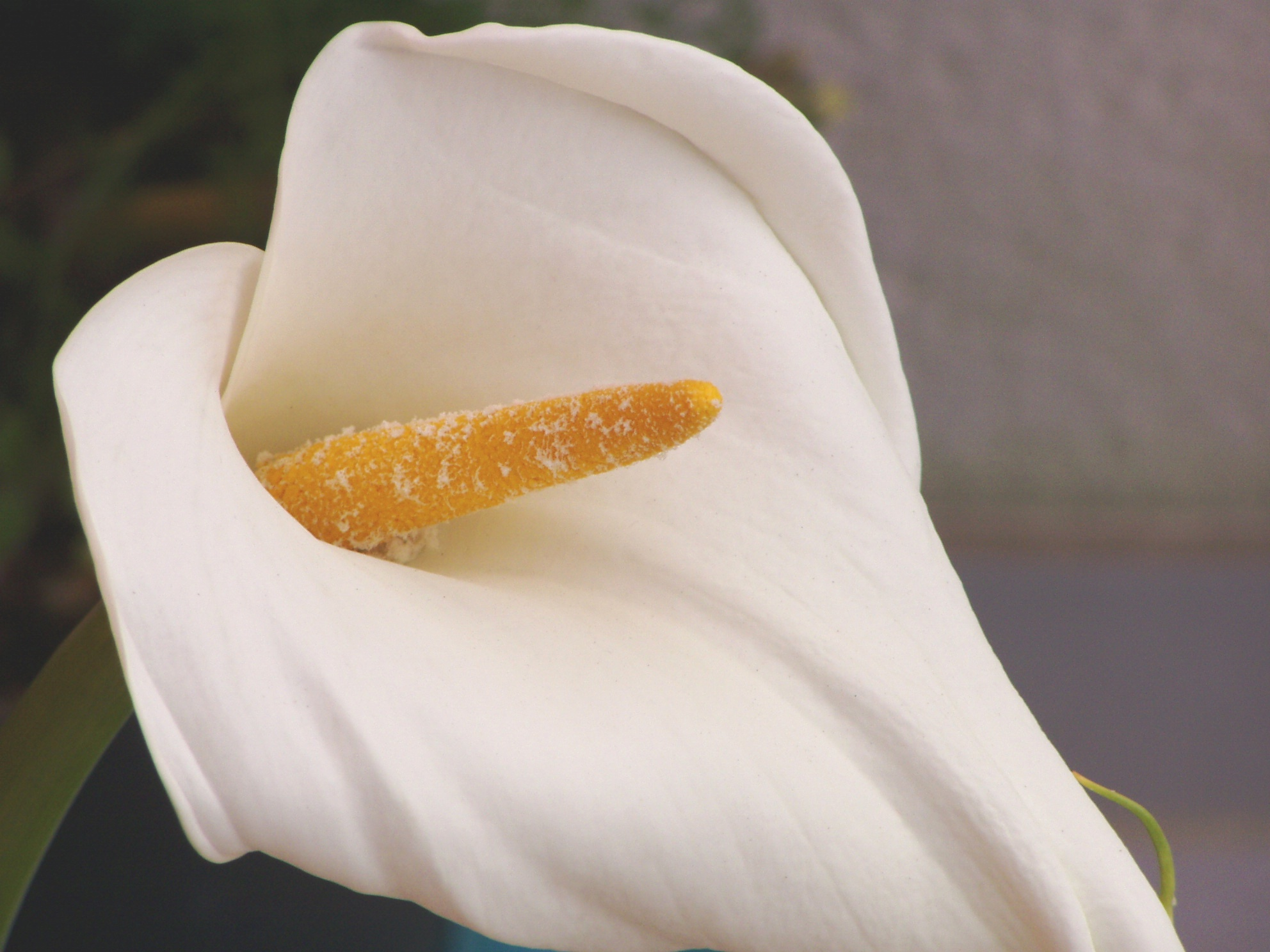
In giallo, lo spadice della Zantedeschia aethiopica; in bianco, la spata

Lo spadice è un tipo di infiorescenza simile alla spiga riscontrabile in molte specie di piante monocotiledoni, soprattutto della famiglia delle Araceae. La foglia, spesso colorata, che lo avvolge, si chiama spata. È un tipo particolare di brattea.
È caratterizzato da un asse principale spesso ed ingrossato e fiori a volte unisessuali e sessili (privi di peduncolo).
Se i fiori sono ermafroditi, quelli femminili tendono a concentrarsi verso il basso, mentre quelli maschili si trovano piuttosto nella parte alta dell'infiorescenza, in maniera tale da ostacolare l'autofecondazione della pianta.
L'antesi avviene dal basso verso l'alto.